# Trachymyrmex ruthae
Trachymyrmex ruthae är en myrart som beskrevs av Weber 1937. Trachymyrmex ruthae ingår i släktet Trachymyrmex och familjen myror. Inga underarter finns listade i Catalogue of Life.